# 설영우
설영우(薛英佑, 1998년 12월 5일~)는 대한민국의 축구 선수로 포지션은 풀백이다. 현재 세르비아 수페르리가의 FK 츠르베나 즈베즈다와 대한민국 축구 국가대표팀에서 활동하고 있으며 왼쪽, 오른쪽 풀백을 모두 담당할 수 있다. 
대한민국 U-17 축구 국가대표팀부터 대한민국 U-23 축구 국가대표팀까지 대한민국의 연령별 대표팀들을 거친 후 2023년 6월 대한민국 축구 국가대표팀에 데뷔했다. 그는 2022년 아시안 게임 축구에 참가하는 대한민국 U-23 대표팀에 합류해 아시안 게임 축구 우승을 달성했다.

## 어린 시절
현대중학교, 현대고등학교에서 측면 공격수로서 2013년 맨유 프리미어컵 득점왕, 2016년 아디다스 K리그 주니어 전기리그에서 최다 득점을 기록한 뒤 울산 현대의 우선 지명을 받고 울산대학교 축구부에 입단해 U리그에서 활동을 이어갔다.
U리그에서는 감독의 권유로 풀백으로 포지션을 변경했으며 2018 한일 덴소컵 한국 대표팀으로의 선발과 그 해 한국대학축구연맹 시상에서 우수선수상 수상, 2019 아시아대학축구대회(태백) 한국A팀 선발 및 팀의 우승에 이어 하계시즌 나폴리 유니버시아드 국가대표에도 선발되며 한국 대표로 선발되었다. 이후에는 한국대학축구연맹의 기자단이 선정한 2019 대학축구를 빛낸 22인에도 이름을 올렸다.

## 구단 경력

### 울산 현대
울산 현대 입단을 통해 프로에 정식 입문한 후 2020년 6월 6일 포항 스틸러스와의 2020년 K리그1 5라운드 동해안 더비에서 프로 데뷔전을 치렀다.
이후 2020 시즌 공식전 22경기에 출전하여 2020년 AFC 챔피언스리그 우승, 2020년 K리그1 준우승, 2020년 FA컵 준우승을 이끌었고 2021 시즌에서도 공식전 38경기 2골을 기록하며 팀의 2021년 K리그1 준우승, 2021년 FA컵 준결승, 2021년 AFC 챔피언스리그 준결승 진출 등에 이바지했다.
또한 2021 시즌 종료 후 열린 K리그 시상식에서 정상빈, 엄원상, 고영준 등 쟁쟁한 신인 선수들을 따돌리고 올해의 영플레이어상 수상의 영예를 안았다.
그 후 2022 시즌에서도 공식전 40경기 1골 4어시스트를 기록하며 울산의 17년만의 K리그1 우승, 2022년 FA컵 준결승 진출에 기여했다.
2023 시즌에는 울산의 K리그 2연패를 이끌어냈고, K리그 베스트 11에 선정되었다.

### 김천 상무
2023년 6월 1일 팀 동료 엄원상, 조현택과 함께 2023년 2차 국군체육특기병에 합격하면서 김천 상무 소속으로 군 복무를 수행하기 시작했으며 복무 기간은 2023년 12월 4일부터 2025년 6월 3일까지로 예정되어 있었으나 2022년 아시안 게임 금메달 획득으로 인해 예술체육요원으로 전환되면서 입대가 취소되었다.

### 토트넘 홋스퍼FC
2024년 6월 24일, 울산 HD FC는 공식 홈페이지를 통해 설영우가 토트넘 홋스퍼FC로 이적한다고 발표했다. 울산 HD는 구체적인 이적료 금액을 공개하진 않았지만 2023년 겨울 토트넘 홋스퍼FC 제안한 조건보다 더 나은 조건으로 설영우의 이적이 합의되었다고 발표했다.

## 국가대표팀 경력

### 연령별 대표팀
U-17 대표팀, U-20 대표팀, U-23 대표팀을 두루 거쳤고 특히 U-23 대표팀 소속으로 2020년 하계 올림픽 본선에 출전하여 루마니아와의 B조 조별리그 2차전부터 멕시코와의 8강전까지 3경기 연속 풀타임을 소화하며 활약을 펼쳤다.

### A대표팀
2023년 3월 24일 열린 콜롬비아와의 친선 경기에서 허리 골절상으로 6주 이상 출전이 불가능해진 김진수의 대체 선수로 생애 처음으로 대한민국 A대표팀에 발탁되며 국가대표팀에 합류한 뒤 6월 20일 엘살바도르와의 친선 경기에서 A매치 데뷔전을 치렀다.

### 대한민국 아시안 게임(와일드카드)
2023년 7월 14일 발표된 2022년 아시안 게임 22인 최종 엔트리 가운데 전북 현대 모터스의 박진섭, 백승호와 함께 황선홍 감독이 이끄는 U-23 대표팀의 와일드카드로 전격 발탁되어 대한민국 축구 역사상 첫 아시안 게임 3회 연속 금메달 획득이라는 대업을 이뤄냈다.

## 플레이 성향
좌우 풀백 모두 소화가 가능한 선수로 오른발을 주로 사용하지만 주로 좌측 풀백 자리에서 많이 뛴다. 이에 대해서 그는 "처음 왼쪽 풀백으로 나설 땐 어려움이 많았고 진짜 못하겠다는 생각을 많이 했다. 이제는 왼쪽이 더 편해진 것 같다. 왼쪽에선 안으로 치고 들어가면서 슈팅이나 연계 플레이를 할 수 있어서 더 공격적인 면이 나오는 거 같다"고 자신의 위치에 대한 생각을 밝혔다.

## 수상 내역
울산 HD FC
- K리그1: 2022, 2023
- FA컵 준우승: 2020
- AFC 챔피언스리그: 2020

개인
- K리그 이달의 영플레이어: 2021년 9월, 2021년 11월
- K리그1 영플레이어상: 2021
- KFA 영플레이어: 2021
- K리그 베스트 11: 2023[10]
- K리그 이달의 선수상: 2023년 10월, 11월, 12월